# Metro 2034
Metro 2034 (în rusă Метро 2034) este un roman post apocaliptic scris de Dmitri Gluhovski. Acțiunea are loc într-un metrou din Moscova după un război mondial pe Pământ, unde s-au ascuns ultimii supraviețuitori. Romanul a fost publicat în Rusia pe 16 martie 2009.
Ediții în limba română
Dmitri Gluhovski, Metro 2034, Editura Paladin, 2018, ediție cartonată, traducere din rusă de Laura Ciobanu.